# كازوماسا ساكاي
كازوماسا ساكاي (باليابانية: 坂井一将؛ بالكانا: さかい かずまさ) هو لاعب كرة الريشة ياباني، ولد في 13 فبراير 1990 في كانازاوا في اليابان.

## وصلات خارجية
- كازوماسا ساكاي على موقع BWF.tournamentsoftware.com (الإنجليزية)
- كازوماسا ساكاي على موقع BWFbadminton.com (الإنجليزية)